# Ian Rotten
John Benson Williams (1 de junio de 1970) es un luchador profesional estadounidense más conocido por su nombre en el ring Ian Rotten. Él ha luchado en Global Wrestling Federation (GWF), Extreme Championship Wrestling (ECW), y en su propia promoción de lucha libre IWA: Mid-South.

## En lucha
- Movimientos finales
  - Career Killer (Diving elbow drop)[1]
  - Rotten Rush (Double underhook DDT)[1]

- Movimientos de firma
  - Brainbuster
  - Corkscrew elbow smash
  - Falling chokebomb
  - Head vice
  - Pumphandle slam
  - Snap suplex
  - Ura-nage

- Apodos
  - "The King of Hardcore"

## Campeonatos y logros
- Global Wrestling Federation

- GWF Tag Team Championship (1 vez) – con Axl Rotten

- Anarchy Championship Wrestling

- ACW-IWA Texas Tag Team Championship (1 vez)- con Drake Younger

- Independent Wrestling Association Deep South

- IWA Deep South Tag Team Championship (1 vez) – con Mickie Knuckles

- Independent Wrestling Association Mid-South

- IWA Mid-South Heavyweight Championship (8 veces)
- IWA Mid-South Tag Team Championship (5 veces) - con Axl Rotten dos veces, y con Cash Flo, Tarek The Great y Mad Man Pondo una vez
- IWA Mid-South King of the Deathmatch (2 veces) 1997 y 2001

- Juggalo Championship Wrestling

- JCW Tag Team Championship (1 vez) - con Lane Bloody

- Mid-American Wrestling

- MAW World Heavyweight Championship (8 veces)
- MAW Hardcore Cup Winner (2 veces - 2001 y 2003)

- National Wrestling Alliance

- NWA United States Tag Team Championship (1 vez) - con Blaze

- NWA Revolution

- NWA Revolution Tag Team Championship (1 vez) - con Danny McKay

- Pro Wrestling Illustrated

- Situado en el # 178 de los PWI 500 en 1996
- PWI Feud of the Year - 1995 (Axl Rotten vs. Ian Rotten)

- Pro Wrestling Unplugged

- PWU Hardcore Championship (1 vez)

- westside Xtreme wrestling

- wXw World Heavyweight Championship (1 vez)
- wXw Hardcore Championship (1 vez)

- Estudio Wrestling Association

- EWA World Champion (1 vez, actual)

- Total Championship Wrestling

- TCW World Champion (1 vez, actual)